# Via Expressa Fidel Castro
A Via Expressa Fidel Castro, também conhecida como Estrada Complementar nº 100-1 (EC-100-1) e Via Expressa Cabolombo-Viana-Cacuaco, é uma rodovia de 54,4 quilômetros de extensão que forma um arco viário ao oriente da cidade de Luanda. Construído ao longo da segunda metade do século XX e diversas vezes reformado e expandido desde então, conecta todas as rodovias e principais troncos viários da Região Metropolitana de Luanda, criando rotas alternativas que evitam, por exemplo, que caminhões vindos do interior da nação com destino ao porto de Luanda circulem pelas vias urbanas já congestionadas da metrópole.
Construída para desafogar o trânsito da cidade de Luanda, bem como facilitar a conexão com o porto de Luanda, a via é composta por duas pistas e seis importantes trevos de ligação, principalmente com a rodovia EN-100 e a rodovia EN-230. Seus pontos extremos são a cidade de Cacuaco, ao norte, e as cidades de Talatona e Belas, sendo que no caso das duas últimas a via é utilizada para definir o limite das municipalidades.
Se considerada uma extensão da EN-100, a via expressa pode se entendida como um anel viário que cerca o núcleo mais rico e densamento povoado da Região Metropolitana de Luanda.
Homenageia o presidente cubano Fidel Castro, liderança estrangeira importante no processo de descolonização de Angola, bem como no estabelecimento do próprio Estado angolano no pós-independência.